# 비보르크만

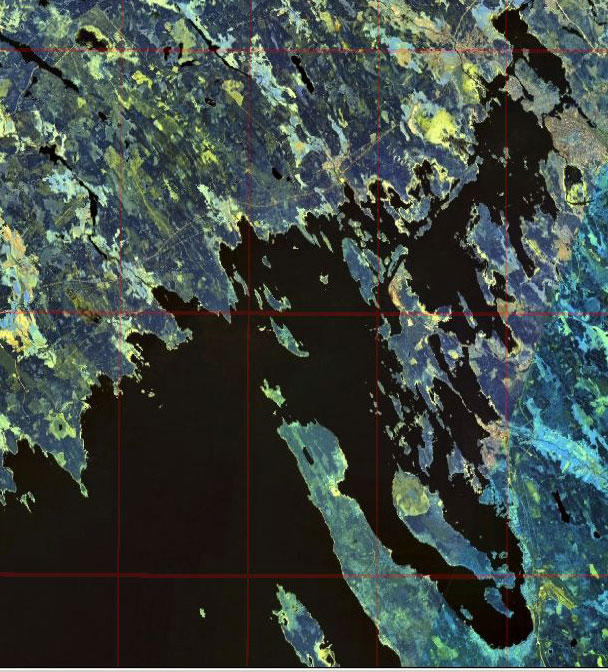
비보르크 만 위성사진

비보르크 만(러시아어: Выборгский залив, 핀란드어: Viipurinlahti, 스웨덴어: Viborgska viken)은 발트해의 핀란드만 동쪽 끝 부분 인근에 위치한 만이다.
러시아의 도시인 비보르크는 이 만의 인근에 위치한다. 이 만과 핀란드의 사이마호 사이에 사이마 운하가 설치되어 있다.